# Niphona malaccensis
Niphona malaccensis är en skalbaggsart som beskrevs av Stefan von Breuning 1938. Niphona malaccensis ingår i släktet Niphona och familjen långhorningar.
Artens utbredningsområde är:
- Laos.
- Sri Lanka.

Inga underarter finns listade i Catalogue of Life.